# Rose Antoun
Pour les articles homonymes, voir Antoun.
Rose Antoun (ou Rose Antun, ou Rosa Antun) (en arabe : روز أنطون, Rūz Anṭūn), née en 1882 à Tripoli dans le vilayet de Beyrouth, morte en 1955 au Caire, est une journaliste libanaise féministe, et une figure méconnue de la Nahda (renaissance arabe) dans la première moitié du Xxe siècle.
Elle fait partie des intellectuels syro-Libanais d'Égypte, appelés Chawam Masr, tels que Jūrjī Zaydān, un pionnier du journalisme arabe, ou May Ziadé, pionnière du féminisme dans le monde arabe, groupe social connu pour avoir apporté une contribution importante au mouvement culturel de la Nahda.

## Formation au Liban
Elle fait sa scolarité à l'American Girls School de Tripoli.

## Émigration en Égypte en 1897
Adolescente elle émigre en Égypte avec son frère l'écrivain Farah Antoun (né en 1874) en 1897. 
Elle enseigne à l'école américaine d'Alexandrie.

### Collaboration au journal de Farah Antoun,Al-Jamia
Elle collabore à la rédaction du journal fondé par son frère en 1899 à Alexandrie, Al-Jamia (L'Université, initialement nommé L'Université ottomane). Farah Antoun est favorable à la promotion du rôle des femmes dans la société, comme d'autres écrivains de la Renaissance arabe, tels Qasim Amin par exemple.

### Création d'un magazine,Majallat al-sayyidāt wa-al-banāt
Rose Antoun fonde son propre magazine mensuel en 1903, à Alexandrie, intitulé, Majallat al-sayyidāt wa-al-banāt (Magazine des femmes et des filles), qui traite de thématiques familiales et éducatives, et de santé, tiré à 1 500 exemplaires chaque mois de la première année, chiffre élevé pour cette époque où les journaux font l'objet de lectures publiques. Rosa Antoun partage avec son frère journaliste un réseau d'agents qui leur permet de vendre des abonnements dans tout le Moyen-Orient, en Afrique du Nord, jusqu'au Brésil. Le public du Magazine des femmes et des filles est majoritairement mais non exclusivement féminin (les hommes étant concernés, eux aussi, par l'évolution de la place de la femme dans la société). Le courrier des lecteurs laisse deviner un public appartenant à la classe moyenne. Rosa Antun a répondu à des lettres qui posaient les questions suivantes : « Comment traiter le harcèlement dans la rue ? », « Les femmes doivent-elles travailler comme les hommes ? » , « Qu'est-ce qui est considéré comme un comportement approprié dans les tramways / dans les lieux de danse / entre fiancés ? ». La ligne éditoriale se veut relativement consensuelle, évitant de heurter de front les opinions traditionalistes, et de prendre position sur des questions comme la polygamie, la dot, le voile. Ce périodique paraît pendant trois ans.
L'Égypte voit paraître dès la fin du XIXe siècle nombre de magazines féminins parmi lesquels Al-Fatat (La Jeune fille) de Hind Nawfal, publié à Alexandrie en 1892, Fatat al-Sharq (La Jeune fille de l'Orient) (1906-1939) de Labiba Hashim, Al-Jins al-Latif (Le Beau sexe) de Malaka Saad (en).

## Émigration à New-York en 1907
Rose Antoun émigre aux États-Unis avec son frère et son fiancé, le poète Nicolas Haddad . Là-bas ils relancent le journal de Farah Antoun al-Jāmiʻah. Rose Antoun est rédactrice en cheffe du magazine, qui accueille dans ses colonnes des écrivains de premier plan comme Qasim Amin, penseur féministe, pionnier du nationalisme égyptien et fondateur de l'Université du Caire. À New York, ce magazine arabe traite de la nécessité de réformer les lois concernant le divorce et la polygamie.

## Retour en Égypte en 1909

### Mariage et enfants
En 1909, Rose Antoun épouse Nicolas Haddad ; le couple revient en Égypte ; trois enfants naissent de cette union ; Rose Antoun se désinvestit en partie de ses activités journalistiques pendant une dizaine d'années.
Selon l'auteur égyptien Wadih Falastine, Rose Antun serait devenue une figure importante du Club des femmes du Caire, qui comptait des femmes égyptiennes et étrangères et dont les actions étaient principalement culturelles et sociales. 

### Recréation du magazine en 1925
En 1925, Rose relance son magazine sous le titre Majallat al-sayyidāt wa-al-banāt wa-al-rijāl (Magazine des femmes, des jeunes filles et des hommes), en collaboration avec son époux, qui s'occupe de la section « Hommes ». Le magazine a pour devise « La Renaissance de l'Orient repose sur l'ascension de ses femmes » ; le féminisme y apparaît comme un thème autorisant une critique sociale. 
Après la Déclaration unilatérale d'indépendance de l'Égypte en 1922, le pays connaît une ère de liberté, même si l'indépendance à l'égard des Britanniques n'est que partielle. Le magazine élargit sa thématique, s'ouvrant à des questions qui ne sont pas spécifiquement liées aux « femmes et hommes » du titre. Rose Antoun y dénonce les mandats britannique et français, le « déclin du patriotisme » dans le monde arabe, et le colonialisme culturel qui « affaiblit l'identité culturelle de l'Orient ». Elle appelle de ses vœux des réformes sociales favorisant l'accès des femmes à l'instruction. Elle défend le droit des femmes d'exercer un métier. Le renouveau passe selon elle par la critique des « coutumes obsolètes et des manifestations de la tradition ».
Rose Antoun est méconnue comme figure du féminisme arabe, peut-être en raison de son élitisme intellectuel.
De plus, son frère Farah Antoun, écrivain éminent, lui a fait de l'ombre, alors même qu'il a bénéficié de son soutien ; il a ainsi écrit : « J'ai une dette envers elle ; elle m'a aidé. Je n'ai pas publié une ligne dans [L'Université]... qu'elle n'ait révisée. Combien de fois, quand j'ai été confronté à des dilemmes, elle m'a conduit à prendre une décision bien différente de celle que j'aurais adoptée sans elle ».